# Žrvanj
 Ovo je glavno značenje pojma Žrvanj. Za naseljeno mjesto u općini Ljubinje pogledajte Žrvanj (Ljubinje, BiH).
Žrvanj je naprava za ručno mljevenje žita; sastoji se od dvaju cilindričnih kamenova, od kojih je donji nepomičan, a gornji se okreće, te drvenoga postolja. Žrvnjom se također naziva i mlinski kamen.

## Mlin
Mlin je stroj za usitnjivanje čvrstoga materijala; također pogon ili poduzeće za mljevenje i proizvodnju brašna i drugih proizvoda od žitarica. Nekada se za pokretanje mlina koristila snaga vjetra (mlin na takav pogon je vjetrenjača), vode (vodenica), pare (paromlin) ili motora s unutarnjim izgaranjem (motorni mlin), a danas se uglavnom rabi električna energija (električni mlin). Tradicijski se žitarice melju između dvaju širokih kamenih kotača koji se kružno kreću preko zrnja i usitnjuju ga gnječenjem i trenjem kotrljanja (kotrlje), ili se melju između dvaju hrapavih ili nažlijebljenih mlinskih kamenova, od kojih se jedan okreće i usitnjuje zrnje trenjem i smicanjem (žrvanj). U prehrambenoj se industriji mljevenje izvodi usitnjivanjem materijala između dvaju nažlijebljenih, hrapavih ili glatkih valjaka, od kojih se jedan vrti brže, a drugi sporije (valjna stolica). Po načinu rada, tomu je mlinu sličan zvonasti mlin, u kojem se mljevenje izvodi između dvaju koncentričnih nažlijebljenih stožaca, od kojih se jedan okreće. Osim toga, za mljevenje cementa i mineralnih sirovina, ugljena i slično, te za specijalne potrebe, u industriji se rabe i druge vrste mlinova. 
Bubnjasti mlin vodoravni je bubanj cilindrična ili stožasta oblika, koji se okreće oko svoje uzdužne osi, a u nj se umeće materijal predviđen za mljevenje. Bubanj može biti punjen tijelima za mljevenje (mlin s kuglama, mlin sa šipkama), kada se ta tijela pri okretanju bubnja oko uzdužne osi prevrću i padaju, pa se materijal sitni udarcima i trljanjem, ili se učinak postiže pritiskom tijela za mljevenje na plohu bubnja zbog centrifugalne sile (centrifugalni mlin). Mjesto tijela za mljevenje, na isti način mogu djelovati krupniji komadi materijala (autogeni mlin). Njihajući mlin posuda je ovješena o čelične opruge i punjena tijelima za mljevenje, koja se kreće u kružnim ili eliptičnim putanjama. Strujni (mlazni) mlin uređaj je za vrlo fino sitnjenje materijala, a djeluje udaranjem čestica što ih nosi zračna struja ili vodena para o čestice nošene strujom iz suprotna smjera, odnosno o neku čvrstu podlogu. Udarni mlin (mlin dezintegrator, čekićar), uređaj je u kojem materijal, ubačen u središte i tjeran centrifugalnom silom, putuje prema periferiji, pri čem ga udaraju ili sijeku štapići, noževi i slično.